# Agrenia riparia
Agrenia riparia är en urinsektsart som beskrevs av Arne Fjellberg 1986. Agrenia riparia ingår i släktet Agrenia, och familjen Isotomidae. Arten är reproducerande i Sverige.